# Holzbauschraube
Eine Holzbauschraube ist eine Holzschraube, die für das kraftschlüssige Verbinden zweier oder mehrerer Bauteile im Holzbau verwendet wird. Eine einheitliche Definition bezüglich geometrischer Gestaltung, Festigkeitskennwerten und konkreten Anwendungsgebieten existiert nicht. Der Begriff Holzbauschraube stellt dabei nur den vom Hersteller vorgesehenen Verwendungszweck dar.
Um die Vielfältigkeit der Schrauben, die die Hersteller als Holzbauschraube vertreiben, aufzuzeigen, sind nachfolgend einige Schrauben mit bauaufsichtlicher Zulassung dargestellt. Weitere sind zum Beispiel auf den Seiten des Fraunhofer IRB zu finden.

## Bauaufsichtliche Zulassung Z-9.1-427
Eine Holzbauschraube nach der bauaufsichtlichen Zulassung Z-9.1-427 der Firma Bierbach wird mit und ohne Tellerkopf gefertigt, weist ein selbstschneidendes Gewinde auf und soll dadurch dem Handwerker ein leichteres Eindrehen der Schrauben ohne großen Kraftaufwand ermöglichen.
Eine Bohrwendel über dem selbstschneidenden Gewinde soll für eine Verringerung des Schraubwiderstandes sorgen. Fräsrippen an der Unterseite des gegenüber Normschrauben dickeren Schraubenkopfes sollen ein flächenbündiges Eindrehen der Holzbauschraube erleichtern. Vorsenken und Vorbohren ist bei dieser Schraube laut Hersteller nicht notwendig.

## Bauaufsichtliche Zulassung Z-9.1-435
Eine Holzbauschraube nach der bauaufsichtlichen Zulassung Z-9.1-435 der Firma Schmid Schrauben weist eine Längenprägung am Schraubenkopf und alternativ Unterkopffräsrippen auf, sowie scharfe Gewindeflanken. Eine Gleitbeschichtung soll zur Senkung des Eindrehwiderstandes dienen. Wie jede Holzschraube weist auch diese ein selbstbohrendes Gewinde auf. Neben Holzverbindungen ist die Schraube laut Hersteller auch für Aufdachdämmungen geeignet und zugelassen (Bauaufsichtliche Zulassung Z-9.1-509).

## Bauaufsichtliche Zulassung Z-9.1-484
Die europapatentierte Holzbauschraube nach der bauaufsichtlichen Zulassung Z-9.1-484 ist eine Schraube der Firma SPM. Neben einer Beschichtung der Schraube für ein gleichbleibendes Drehmoment ist der Stahl laut Hersteller nicht vollständig durchgehärtet, wodurch ein Abreißen der Schraube verhindert werden soll. Das selbstschneidende Gewinde soll in Verbindung mit einem Sternantrieb ein schnelleres Arbeiten ermöglichen und somit zu Zeitersparnis führen. Der Einsatzbereich dieser Schraube ist neben dem Holzbau herstellerseitig auch für den Gartenbau und die Dämmungstechnik angegeben.